# Arboridia dziubka
Arboridia dziubka är en insektsart som beskrevs av Sohi och Mann 1992. Arboridia dziubka ingår i släktet Arboridia och familjen dvärgstritar.
Artens utbredningsområde är Filippinerna. Inga underarter finns listade i Catalogue of Life.